# Selección de fútbol playa de la República Dominicana
La selección de fútbol playa de República Dominicana es el equipo que representa al país en la Copa Mundial de Fútbol Playa de FIFA y en el Campeonato de Fútbol Playa de Concacaf; y es controlada por la Federación Dominicana de Fútbol.

## Estadísticas

### Copa Mundial de Fútbol Playa FIFA
| Copa Mundial de Fútbol Playa FIFA | Copa Mundial de Fútbol Playa FIFA | Copa Mundial de Fútbol Playa FIFA | Copa Mundial de Fútbol Playa FIFA | Copa Mundial de Fútbol Playa FIFA | Copa Mundial de Fútbol Playa FIFA | Copa Mundial de Fútbol Playa FIFA | Copa Mundial de Fútbol Playa FIFA |
| Año                               | Ronda                             | J                                 | G                                 | G+                                | P                                 | GF                                | GC                                |
| --------------------------------- | --------------------------------- | --------------------------------- | --------------------------------- | --------------------------------- | --------------------------------- | --------------------------------- | --------------------------------- |
| 2005 - 2019                       | No participó                      | No participó                      | No participó                      | No participó                      | No participó                      | No participó                      | No participó                      |
| 2021                              | No clasificó                      | No clasificó                      | No clasificó                      | No clasificó                      | No clasificó                      | No clasificó                      | No clasificó                      |
| 2023                              | No clasificó                      | No clasificó                      | No clasificó                      | No clasificó                      | No clasificó                      | No clasificó                      | No clasificó                      |
| 2025                              | Por definir                       | Por definir                       | Por definir                       | Por definir                       | Por definir                       | Por definir                       | Por definir                       |
| Total                             | 0/12                              | -                                 | -                                 | -                                 | -                                 | -                                 | -                                 |

### Campeonato de Fútbol Playa de Concacaf
| Campeonato de Fútbol Playa de Concacaf | Campeonato de Fútbol Playa de Concacaf | Campeonato de Fútbol Playa de Concacaf | Campeonato de Fútbol Playa de Concacaf | Campeonato de Fútbol Playa de Concacaf | Campeonato de Fútbol Playa de Concacaf | Campeonato de Fútbol Playa de Concacaf | Campeonato de Fútbol Playa de Concacaf |
| Año                                    | Ronda                                  | J                                      | G                                      | G+                                     | P                                      | GF                                     | GC                                     |
| -------------------------------------- | -------------------------------------- | -------------------------------------- | -------------------------------------- | -------------------------------------- | -------------------------------------- | -------------------------------------- | -------------------------------------- |
| 2006 - 2019                            | No participó                           | No participó                           | No participó                           | No participó                           | No participó                           | No participó                           | No participó                           |
| 2021                                   | Fase de grupos                         | 3                                      | 0                                      | 0                                      | 3                                      | 4                                      | 35                                     |
| 2023                                   | Fase de grupos                         | 3                                      | 0                                      | 0                                      | 3                                      | 4                                      | 22                                     |
| Total                                  | 2/10                                   | 6                                      | 0                                      | 0                                      | 6                                      | 8                                      | 57                                     |

### Juegos Bolivarianos de Playa
| Año            | Ronda             | PJ                | PG                | PE                | PP                | GF                | GC                |
| -------------- | ----------------- | ----------------- | ----------------- | ----------------- | ----------------- | ----------------- | ----------------- |
| Lima 2012      | Fase de grupos    | 3                 | 0                 | 0                 | 3                 | 6                 | 19                |
| Huanchaco 2014 | Fase de grupos    | 5                 | 0                 | 0                 | 5                 | 14                | 31                |
| Iquique 2016   | No participó      | No participó      | No participó      | No participó      | No participó      | No participó      | No participó      |
| Vargas 2022    | Edición cancelada | Edición cancelada | Edición cancelada | Edición cancelada | Edición cancelada | Edición cancelada | Edición cancelada |
| Total          | 2/3               | 8                 | 0                 | 0                 | 8                 | 20                | 50                |